# Église Sant'Eufemia de Vérone
L'église de Sant'Eufemia est une église de style gothique située en Italie à Vérone (Vénétie). Elle est consacrée à sainte Euphémie.

## Historique

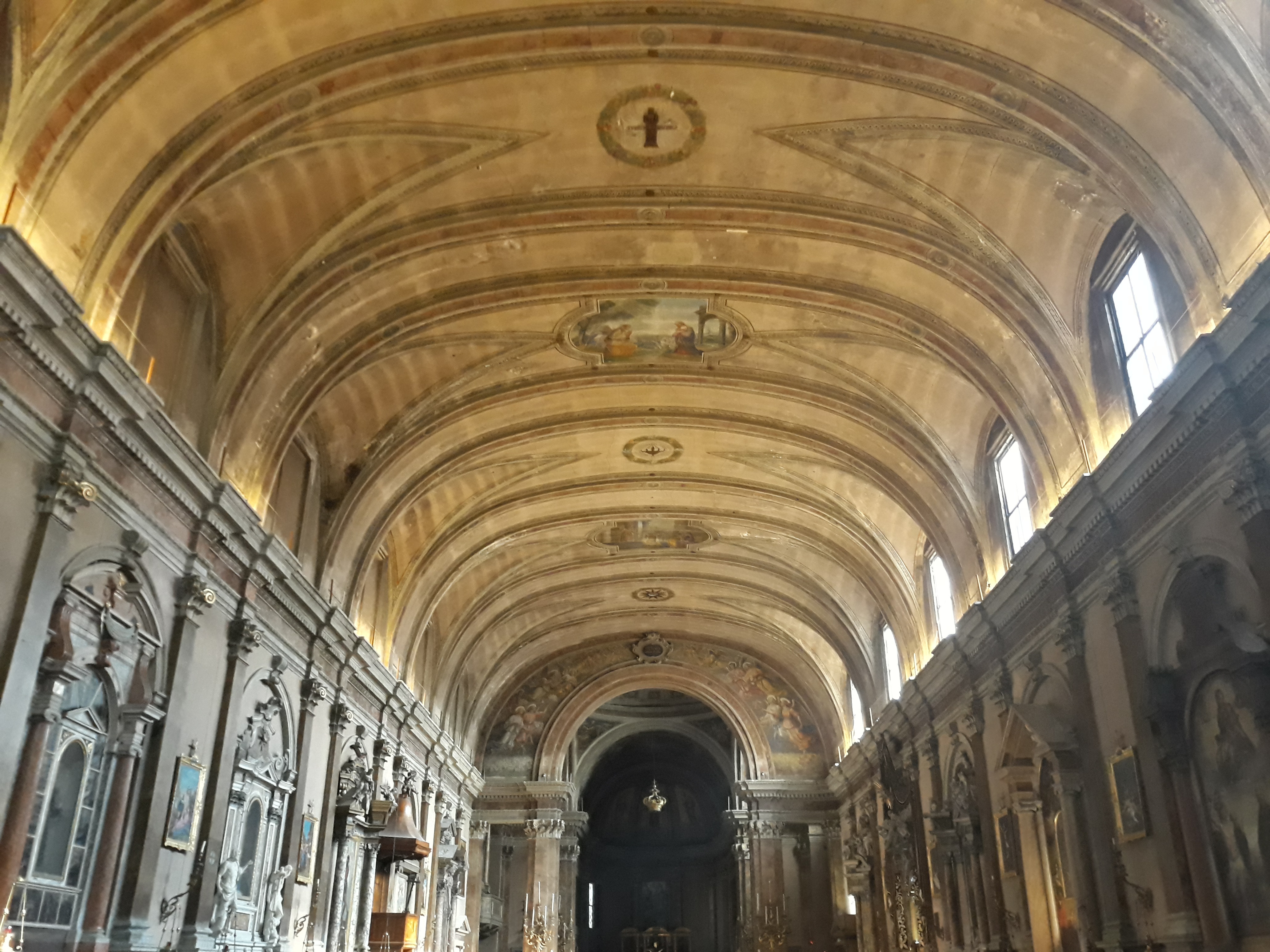
Intérieur de l'église Sant'Eufemia à Vérone.

Une église s'élevait probablement sur le site au XIe ou XIIe siècle. La configuration actuelle de l'édifice remonte au XIVe siècle.
Elle est consacrée en 1331.
En 1572, le compositeur Ippolito Baccusi y est maître de chapelle.
Le campanile, de style gothique, comporte six cloches en fa sonnées "à la véronaise" (en).
Les autels présents à l'intérieur de l'église ont été réalisés par Brusasorci et Giovanni Domenico Cignaroli.

## Photographies

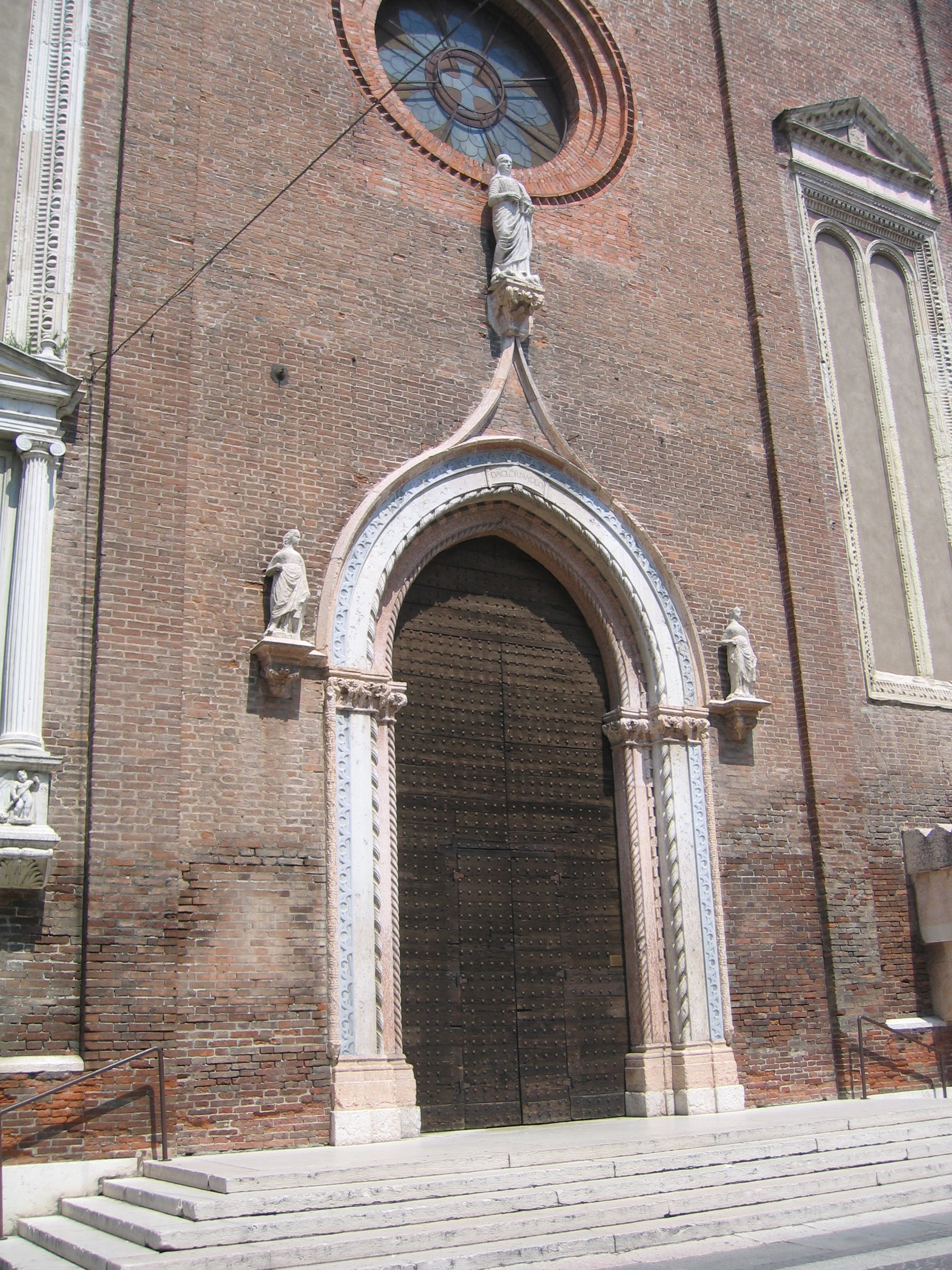
Portail
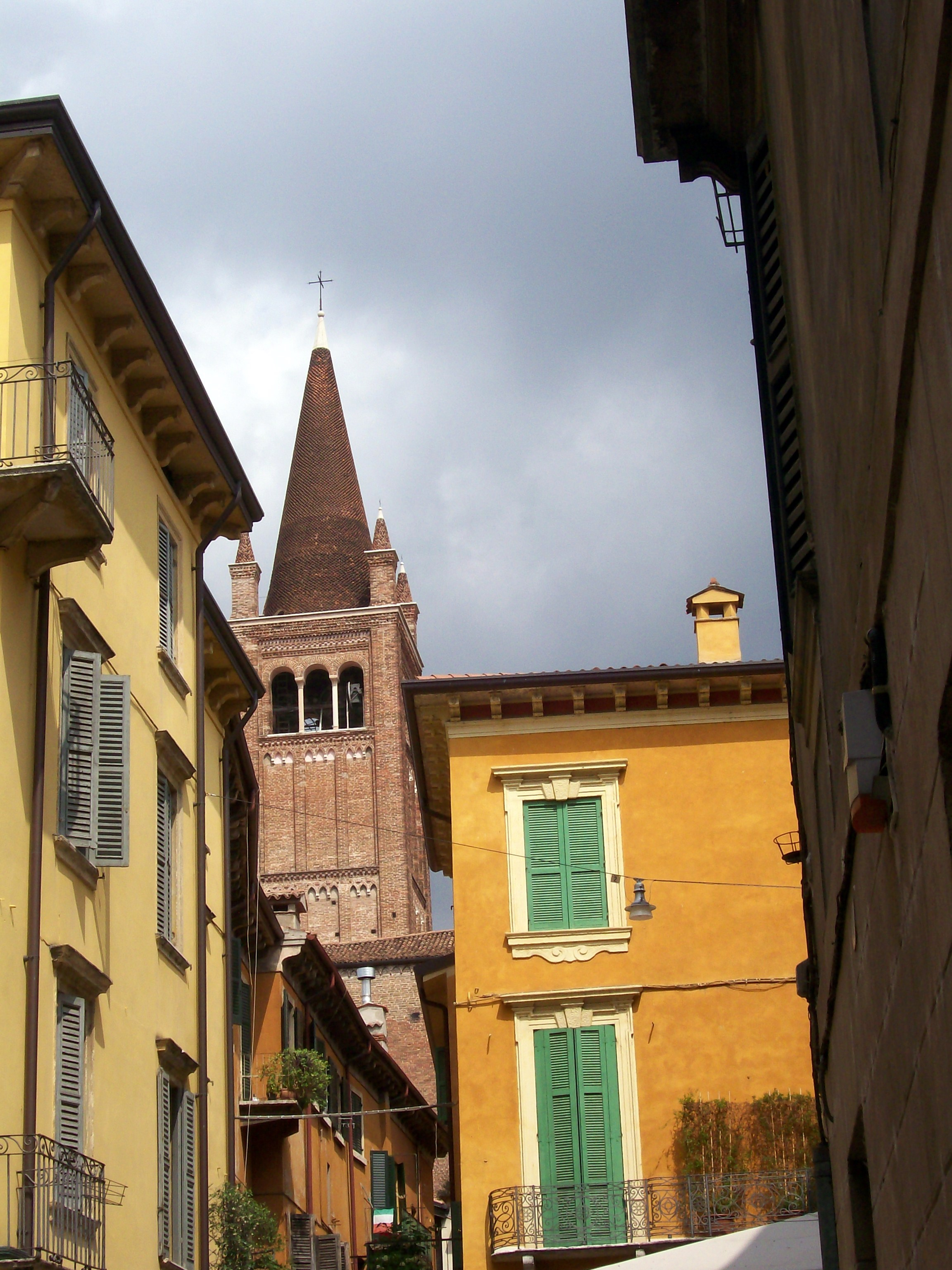
Campanile
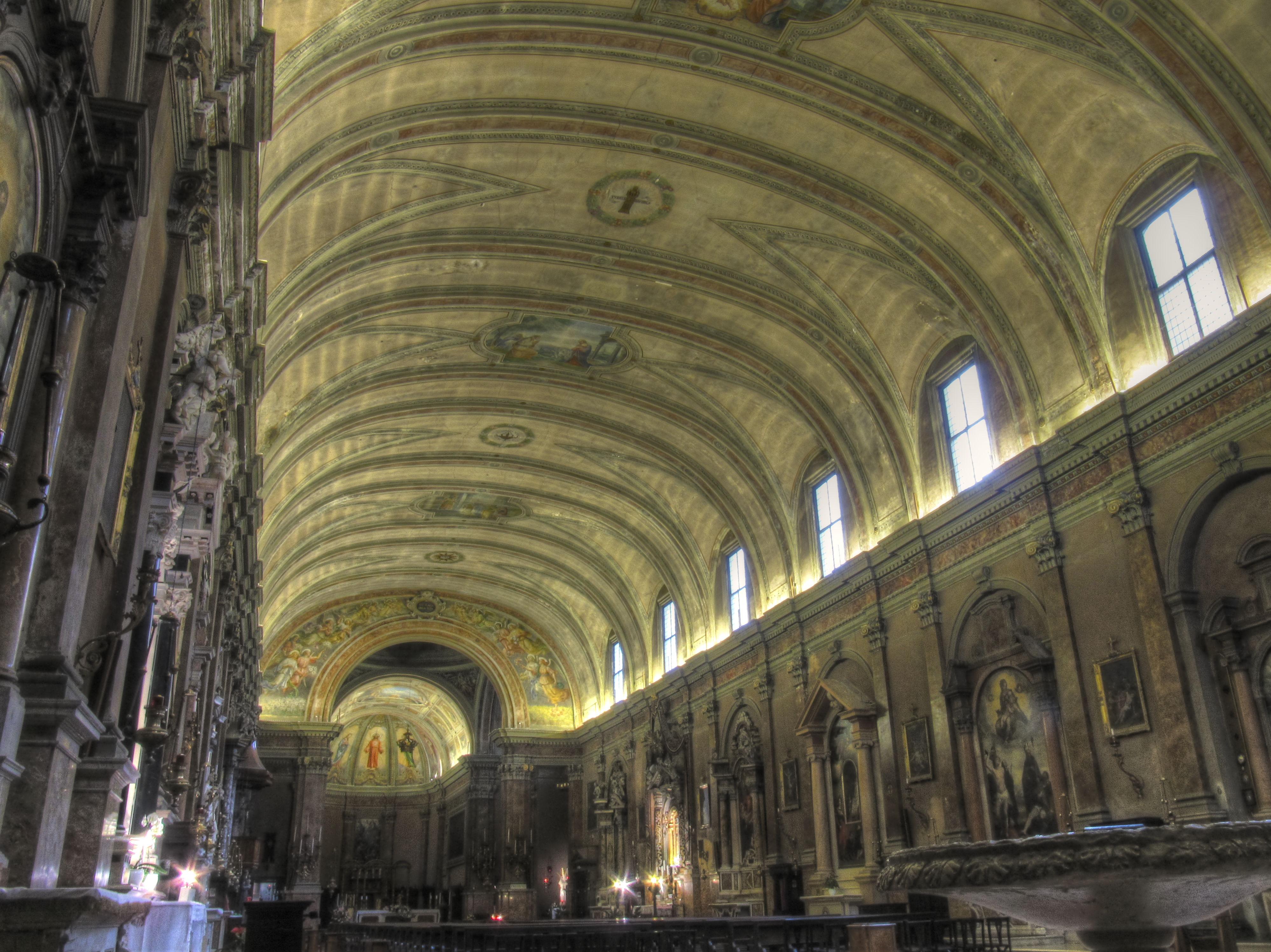
Intérieur